# Gettin' It (Album Number Ten)
Albums de Too $hort
Cocktails
(1995) Can't Stay Away
(1999)
Singles
1. Gettin' It
Sortie : 1997

Gettin' It (Album Number Ten) est le septième album studio de Too $hort, sorti le 21 mai 1996.
L'album s'est classé 1er au Top R&B/Hip-Hop Albums et 3e au Billboard 200 et a été certifié disque de platine par la Recording Industry Association of America (RIAA) le 26 juillet 1996.

## Liste des titres
| No  | Titre                                                                          | Contient un (des) sample(s) de                              | Durée |
| --- | ------------------------------------------------------------------------------ | ----------------------------------------------------------- | ----- |
| 1.  | Gettin' It (featuring Parliament-Funkadelic)                                   | I'd Rather Be With You du Bootsy's Rubber Band              | 5:41  |
| 2.  | Survivin' the Game                                                             |                                                             | 5:00  |
| 3.  | That's Why                                                                     | Playa Hata de Luniz featuring Teddy She's Strange de Cameo  | 5:21  |
| 4.  | Bad Ways (featuring Stud, Murda One, Joe Riz et Sonji Mickey)                  | Flash Light de Parliament                                   | 4:56  |
| 5.  | Fuck My Car (featuring MC Breed)                                               | School Boy Crush de l'Average White Band                    | 4:48  |
| 6.  | Take My Bitch                                                                  |                                                             | 3:35  |
| 7.  | Buy You Some (featuring Erick Sermon, MC Breed et Kool-Ace)                    | How's That de Keith Murray featuring Erick Sermon et Redman | 5:15  |
| 8.  | Pimp Me (featuring Goldy, Kool-Ace, Sir Captain et Reel Tight))                |                                                             | 5:44  |
| 9.  | Baby D (featuring Baby D)                                                      |                                                             | 1:58  |
| 10. | Nasty Rhymes                                                                   |                                                             | 3:46  |
| 11. | Never Talk Down (featuring Rappin' 4-Tay et MC Breed)                          |                                                             | 5:11  |
| 12. | I Must Confess (featuring Reel Tight)                                          |                                                             | 4:15  |
| 13. | So Watcha Sayin'?                                                              |                                                             | 2:54  |
| 14. | I've Been Watching You (Move Your Sexy Body) (featuring Parliament-Funkadelic) |                                                             | 7:30  |